# The Three of Us
The Three of Us er en amerikansk stumfilm fra 1914 af John W. Noble.

## Medvirkende
- Mabel Taliaferro som Rhy MacChesney.
- Creighton Hale som Clem.
- Master Stuart som Sonny.
- Edwin Carewe som Steve Towney.
- Irving Cummings som Louis Beresford.